# Килрейн, Сьюзан
Сью́зан Ли Стилл Ки́лрейн (англ. Susan Leigh Still Kilrain; род. 1961) — астронавт НАСА. Совершила два космических полёта на шаттлах: STS-83 (1997, «Колумбия»), STS-94 (1997, «Колумбия»), коммандер ВМС США.

## Личные данные и образование

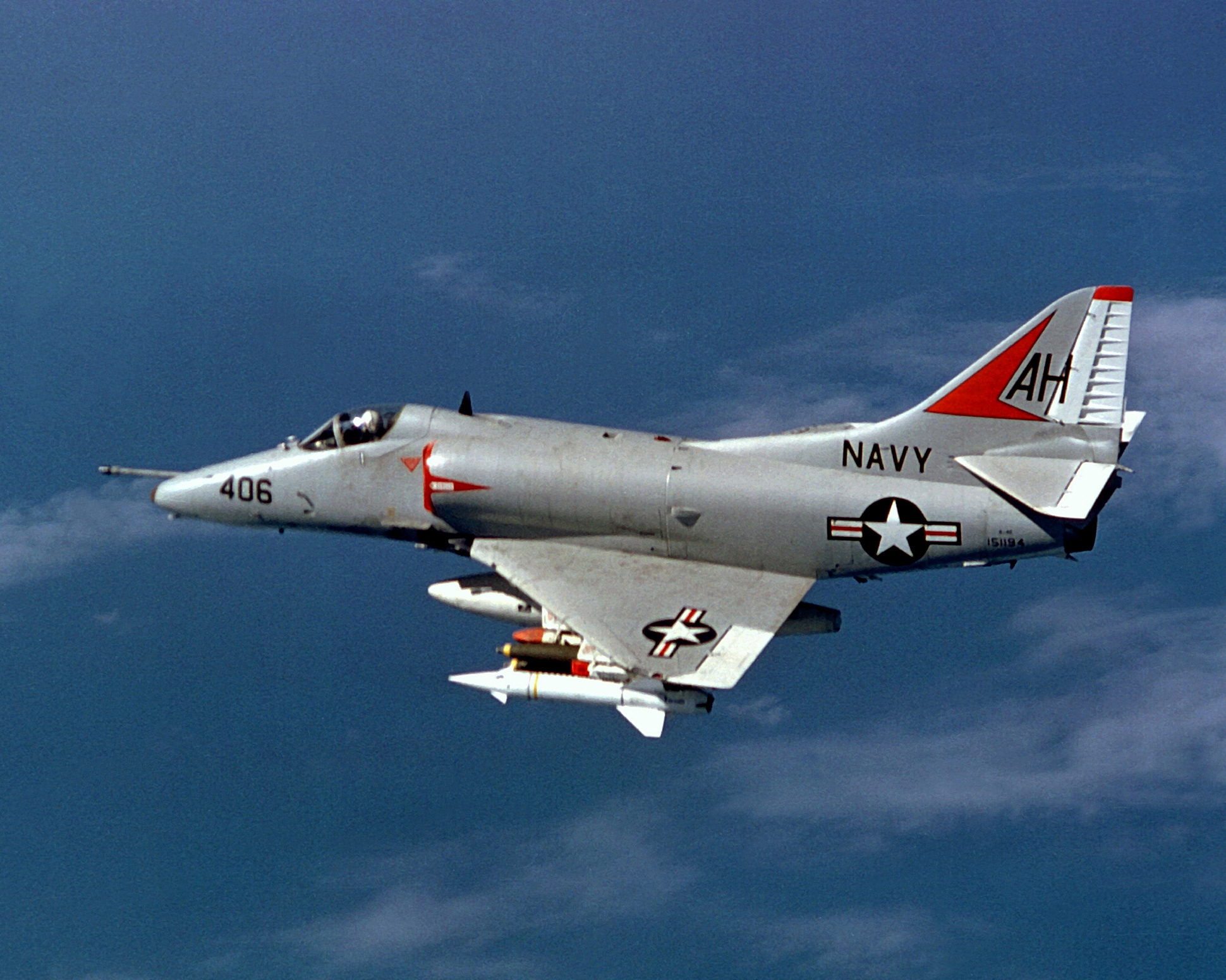
Самолёт А-4 в полёте.

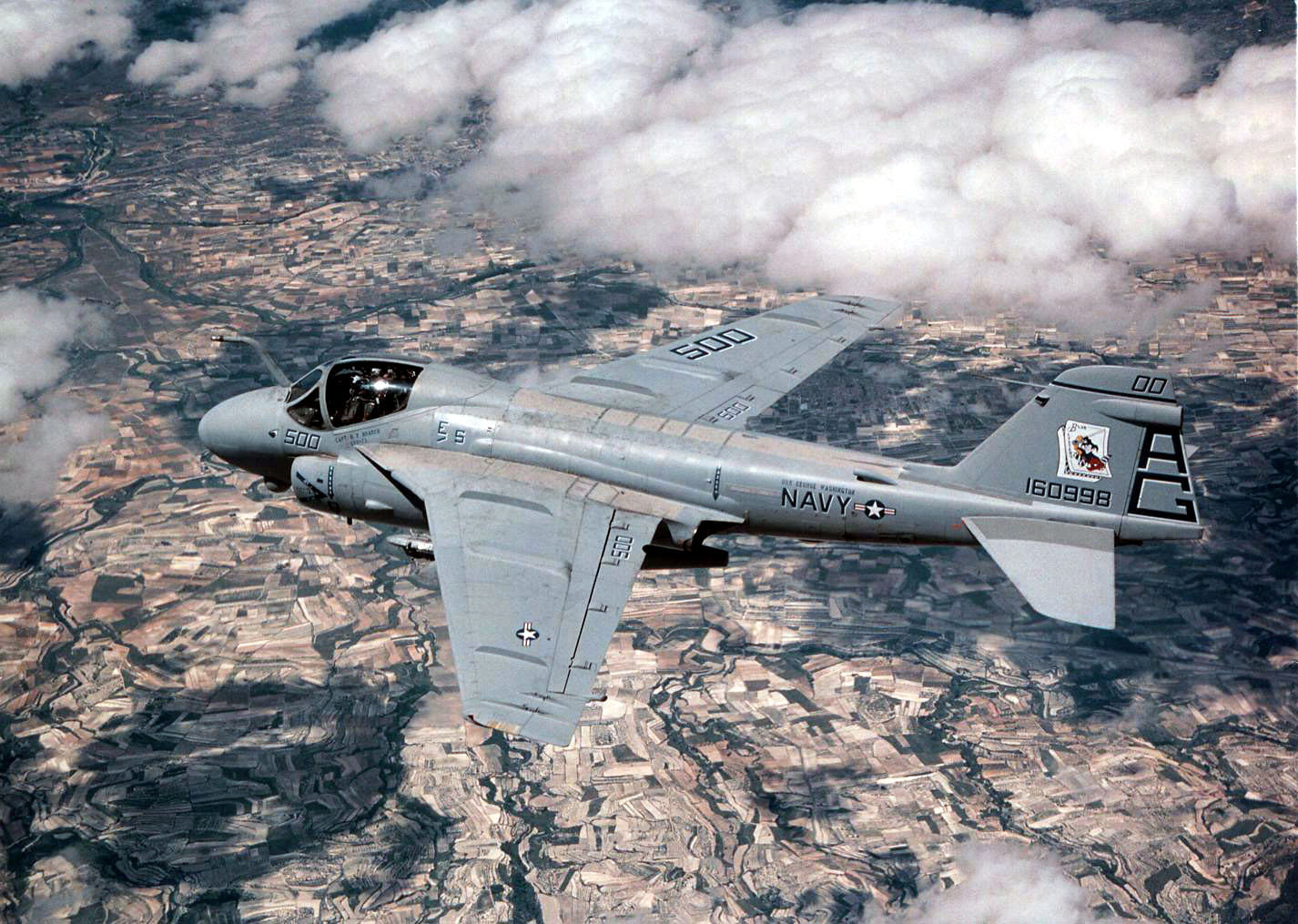
Самолёт «A-6 Intruder» в полёте.

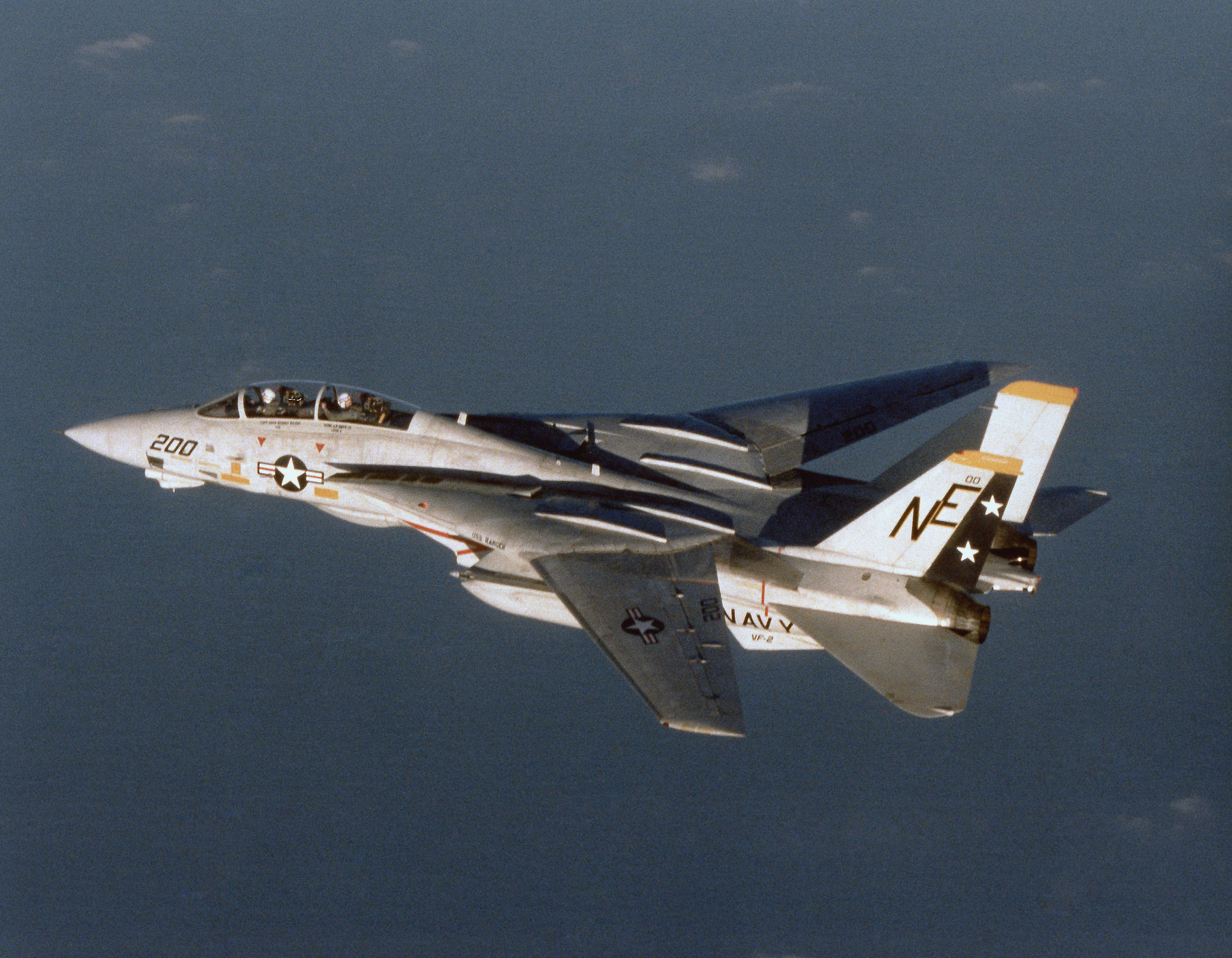
Самолёт F-14 Tomcat ВМС США.

Сьюзан Стилл родилась 24 октября 1961 года в городе Огаста, штат Джорджия. В 1979 году окончила среднюю школу в городе Натик, штат Массачусетс. В 1982 году получила степень бакалавра в области аэронавтики в Университете Аэронавтики Эмбри-Райдл. В 1985 году получила степень доктора наук в области аэрокосмической техники в Технологическом институте Джорджии.
Замужем за Колином Джеймсом Килрейном, у них четверо детей, в настоящее время он контр-адмирал ВМС США, служил военным атташе в Мексике, он из Браинтри, штат Массачусетс. Она любит триатлон, боевые искусства, и играть на пианино, у неё девять братьев и сестёр. Её родители, Джо (он известный хирург) и Сью, проживают в Мартинесе, штат Джорджия. Мать Колина, Терри Килрейн, проживает в Браинтри, штат Массачусетс.

## До НАСА
После окончания бакалавриата, Сьюзан работала в корпорации «Локхид» в городе Мариетта, штат Джорджия, её работа была отмечена дипломом. В 1985 году она начала обучение и в 1987 году стала военно-морским лётчиком. Сьюзан была назначена пилотом-инструктором на самолётах А-4 Skyhawk. Позже она летала на самолётах A-6 Intruder, выполняла задачи по тактической радиоэлектронной борьбе на авиабазе Ки-Уэст, штат Флорида. После окончания школы лётчиков-испытателей, её направили в Вирджиния-Бич, штат Виргиния, для обучения на F-14 Tomcat. Она имеет налёт более 3 000 часов на более чем 30 различных типах самолётов.

## Подготовка к космическим полётам
В декабре 1994 года была зачислена в отряд НАСА в составе пятнадцатого набора, кандидатом в астронавты. С июня 1995 года стала проходить обучение по курсу Общекосмической подготовки (ОКП). По окончании курса, в мае 1996 года получила квалификацию «пилота корабля» и назначение в Офис астронавтов НАСА. Выполняла функции оператора связи и была в группе поддержи астронавтов.

## Полёты в космос
- Первый полёт — STS-83[3], шаттл «Колумбия». C 4 по 8 апреля 1997 года в качестве «пилота корабля». Программа полёта, рассчитанная на 16 суток, предусматривала проведение серии микрогравитационных экспериментов в космической Лаборатории микрогравитационных наук MSL-1, однако из-за технической неисправности было принято решение о его досрочном прекращении[4]. Астронавты благополучно приземлились на посадочной полосе КЦ Кеннеди. Полёт был досрочно прекращен из-за отказа одного из трёх топливных элементов шаттла, и полётная программа не была выполнена. Сразу после этого НАСА приняло решение провести повторный полёт шаттла Колумбия с тем же экипажем. Продолжительность полёта составила 3 суток 23 часа 14 минут[5].

- Второй полёт — STS-94[6], шаттл «Колумбия». C 1 по 17 июля 1997 года в качестве «пилота корабля». В программу полёта входило проведение серии микрогравитационных экспериментов в космической лаборатории MSL-1 размещённой одном из модулей Спейслэб. Это первый в истории шаттлов повторный полёт с тем же экипажем и той же полезной нагрузкой, так как полёт STS-83 был прерван из-за технической неисправности[7]. Продолжительность полёта составила 15 суток 16 часов 46 минут[8].

Общая продолжительность полётов в космос — 19 дней 15 часов 58 минут.

## После полётов
18 декабря 2002 года покинула НАСА, вернувшись на службу в ВМС. Уволилась из ВМС в 2005 году.

## Награды и премии
Награды: Медаль «За космический полёт» (1997 и 1997), Медаль «За отличную службу» (США), Медаль «За похвальную службу» (Министерство обороны США), Медаль за службу национальной обороне (США) и многие другие.